# Eugen von Knilling
Eugen von Knilling, född 1 augusti 1865, död 20 oktober 1927, var en bayersk ämbetsman och politiker.
Knilling var bayerns siste monarkiske kultusminister 1912-18, invaldes 1920 i lantdagen och var 1922-24 ministerpresident. Knilling överlät september 1923 den verkställande makten i Bayern åt Gustav von Kahr som "generalstatskommissarie".